# 12509 Pathak
12509 Pathak è un asteroide della fascia principale. Scoperto nel 1998, presenta un'orbita caratterizzata da un semiasse maggiore pari a 2,3090947 au e da un'eccentricità di 0,1709365, inclinata di 3,80513° rispetto all'eclittica.
L'asteroide è dedicato allo studente indiano Madhav Dilip Pathak.